# Đầu Phần

Vị trí tại Miêu Lật

Đầu Phần (tiếng Trung: 頭份市; bính âm: Tóufèn Shì) là một thành phố của huyện Miêu Lật, tỉnh Đài Loan, Trung Hoa Dân Quốc (Đài Loan). Trấn có cả đồng bằng và đồi núi, thuộc lưu vực của sông Trung Cảng. Trấn nằm gần công viên khoa học Trúc Nam. Tổng diện tích của trấn là 53,3200 km², dân số vào tháng 8 năm 2011 là 97.973 người thuộc 30.143 hộ gia đình, mật độ cư trú đạt 1837,5 người/km².